# Mapa fizyczna
Mapa fizyczna – nazwa często spotykana dla map ogólnogeograficznych, uważana za błędną, spotykana też dla map hipsometrycznych (mapy ukształtowania terenu). 